# Златковский, Михаил Михайлович
Михаил Михайлович Златковский (род. 21 августа 1944, д. Христофоровка, села Вторые Левые Ламки Тамбовской области) — российский художник; бывший политический художник-обозреватель газеты «Новые известия».
Работает в жанре карикатуры, плаката, журнальной и книжной иллюстрации, дизайна средств массовой информации, мультипликации.

## Биография
В 1967 году окончил МИФИ. Был оставлен при институте и 5 лет работал в области ядерной физики. Тогда же начал работу над диссертацией.
В 1971 году стал свободным художником: ушёл из института «в никуда». С 1974 года (до 1982 года) был художественным редактором журнала «Химия и жизнь». Златковский не мог публиковаться в центральной прессе. Зарабатывал частным извозом, публиковался под чужими фамилиями, в свободное время тренировал детскую группу тенниса. Был главным художником журнала «Природа и человек», а затем — политическим карикатуристом еженедельника «Московские новости» (с 1988 года).
С 1975 года по 1980 год делал плакаты (в единственном экземпляре) для Владимира Высоцкого, которые позже передал в Музей-культурный центр его имени.
С 1988 года начал рисовать политическую карикатуру. Был первым художником, начавшим рисовать карикатуры на Михаила Горбачёва.
Тогда же (в 1988 году) от Михаила Златковского отрёкся его отец. Отец был военным учёным (доктор наук, профессор). Под угрозой увольнения со службы он вынужден был написать заявление в партком Министерства обороны: «С сыном отношений давно не поддерживаю, его политических взглядов не разделяю и мои попытки наставить сына на правильный путь оказались тщетными», но отношения сына с отцом после этого остались прежними.
С 1993 по 1997 год жил и работал в США, затем вернулся в Россию. 
- Главный художник «Московских новостей», 1997—1998 гг.
- Главный художник «Литературной газеты», 1998—2002 гг.
- Главный художник журнала «Деловая хроника», 2002—2003 гг.
- Главный художник газеты и политический карикатурист «Новые известия», 2003—2005 гг.

С 2001 по 2015 годы рисовал карикатуры для газеты «Новые известия», которую ценил за независимую позицию.
Член Французской Академии юмористических искусств, Академии авторитетов (Санкт-Петербург), Международной Академии Педагогики. Член Союза журналистов СССР и РФ (с 1985 года), член Союза художников СССР (с 1988 года), основатель и президент Союза карикатуристов России, секретарь Союза журналистов России, с 1988 года до исключения в 2007 году был Вице-президентом международной организации карикатуристов — FECO.
Был научным сотрудником сектора «История и теория искусства» Института культорологии Министерства культуры Российской Федерации. 
Автор нескольких статей по карикатуре и книг «История русской карикатуры», «История мировой карикатуры». Издатель квартального журнала «Карикатура», 1999—2002 гг. Руководитель и консультант многих диссертаций, дипломных и курсовых работ по карикатуре в России и за рубежом.
Президент (28 раз) и член жюри (79 раз) многих международных конкурсов карикатуры.

### Семья
Женат. Первый брак в 1967 г. с Надеждой, 1943 г., двое детей — Анастасия, 1970 г., тренер по теннису и дизайнер, и Филипп, 1975 г., дизайнер. Второй брак, 1994 г., Марина Филатова, 1958 г., журналист, писатель.
Внук Козьмы Миколаевича Златковского, 1881 г. рождения, священника РПЦ в селе Анахино, Орловской области, не принявшего «сергианскую ересь» (см. «Катакомбная церковь») и ушедшего в 1924 г. в подполье — Русскую Православную Катакомбную церковь, осуждённого по ст. 58 и расстрелянного НКВД в Туле 26.11.1937 г.

## Награды
- Более 320 международных и национальных наград в карикатуре, плакате, книжной, газетной и журнальной иллюстрации, дизайне СМИ, анимационном кино
- 1970 — Серебряная медаль ВДНХ
- 1981 — премия «Золотой телёнок» «Литературной Газеты» («Клуба 12 стульев»)
- 2003 — «Золотое перо России» — высшая награда Союза журналистов России[1].
- 2009 — Кавалер Ордена Почётного легиона, Франция
- 2010 — Почётный иностранный член Союза карикатуристов нескольких стран
- 2011 — На XXXIX фестивале сатиры в г. Форте-дей-Марми, (Италия) награждён призом «Лучший иностранный сатирик»
- 2015 — Почетный член Санкт-Петербургского союза карикатуристов
- 2018 — Почетное звание «Донской казак»
- 2018 — Золотая медаль Мэрии Парижа
- 2020 — Офицер Ордена Почётного легиона, Франция
- 2020 — Почётный знак «За заслуги в высоцковедении» Международного центра имени Владимира Высоцкого